# Stadio olimpico Pascual Guerrero
Lo Stadio olimpico Pascual Guerrero (sp. Estadio Olímpico Pascual Guerrero) è uno stadio di Cali, in Colombia. Ospita le partite casalinghe del Deportivo Cali e dell'América de Cali.

## Storia
Nel 1935 il poeta Pascual Guerrero preme affinché venga costruito uno stadio per la città; il 20 luglio 1937 lo stadio viene terminato e inaugurato col nome Estadio Departamental. All'inaugurazione era presente il presidente Alfonso López Pumarejo, e venne organizzato un torneo quadrangolare amichevole tra selezioni di Argentina, Cuba, Messico e Colombia.
Nel 1948 viene giocata la prima partita professionistica sul campo, e nel 1954 lo stadio ospita i VII Juegos Deportivos Nacionales, e per l'occasione viene ampliato, con la costruzione anche di alcune piscine olimpioniche. A causa della designazione di Cali quale città ospite dei VI Giochi panamericani, lo stadio fu uniformato alle norme, venne costruita una pista di 8 corsie e pedane per il getto del peso e lancio del martello, e fu aumentata la capacità fino a circa 45.000 spettatori.
Nel 1999 a causa della pericolosità di alcune tribune che erano sul punto di crollare lo stadio viene restaurato, con varie correzioni. Nel 2000 lo stadio viene ulteriormente migliorato in vista della Copa América 2001.
Partire dal 2006, vista la designazione della città ad ospitare i Juegos Deportivos Nacionales del 2008, lo stadio subirà alcune modifiche strutturali che potranno diminuire la capacità dell'impianto.